# Resident Evil 6
Resident Evil 6, w Japonii jako Biohazard 6  – szósta gra z serii głównej survival horrorów, zapoczątkowanych w 1996 roku przez japońskie studio Capcom. Gra została wydana pierwotnie na konsole PlayStation 3 i Xbox 360 oraz doczekała się portu na komputery osobiste i konsole PlayStation 4, Xbox One i Nintendo Switch.

## Fabuła
Gracz staje w obliczu globalnego zagrożenia atakami bioterrorystycznymi w kampaniach pokazujących losy trzech postaci: Leona Kennedy'ego podczas śledztwa na temat epidemii w Tall Oaks w USA, Chrisa Redfielda w pogoni za tajemniczą kobietą, która doprowadziła do śmierci wielu ludzi z jego oddziału oraz Jake'a Mullera – najemnika i syna Alberta Weskera, głównego antagonisty z poprzednich epizodów. W zależności od tego, którą historię rozpoczniemy, gra przyjmie nieco inny charakter – na przykład podczas rozgrywki Leonem stanie się bardziej survival-horrorem, a gdy wcielimy się w Chrisa, shooterem.
Po przejściu trzech głównych kampanii uzyskamy dostęp do czwartej, w której pokierujemy kluczową dla fabuły postacią Ady Wong. Wyposażona w kuszę i linkę z hakiem bohaterka działa na własną rękę, co odróżnia jej scenariusz od nastawionych na współpracę misji pozostałych bohaterów.

## Rozgrywka
Tryb walki w Resident Evil 6 nie różni się zbytnio od tego w Resident Evil 4 i Resident Evil 5. Gracz obserwuje rozgrywkę za pleców bohatera. W odróźnieniu od poprzedników, gra jest nastawiona na akcję. Wprowadzono także system chowania się za osłonami, przez co gra przypomina bardziej standardwą strzelankę. Jako dodatek dodano znany z RE4 i RE3 tryb The Mercenaries, który jest identyczny jak ten w czwartej i piątej części.